# Diphrontis cruenta
Diphrontis cruenta är en skalbaggsart som beskrevs av Gerstaecker 1882. Diphrontis cruenta ingår i släktet Diphrontis och familjen Cetoniidae. Inga underarter finns listade i Catalogue of Life.